# 斯普里格蠕蟲
斯普里格蠕蟲（學名：Spriggina）又名斯普里格水母，是前寒武紀時代埃迪卡拉生物群的一種生物，其形狀大致呈兩側對稱的蠕蟲狀，其分類地位還不是很明朗，多數研究者認為它是動物，但也有人認為它屬於已滅絕的一界。

## 描述

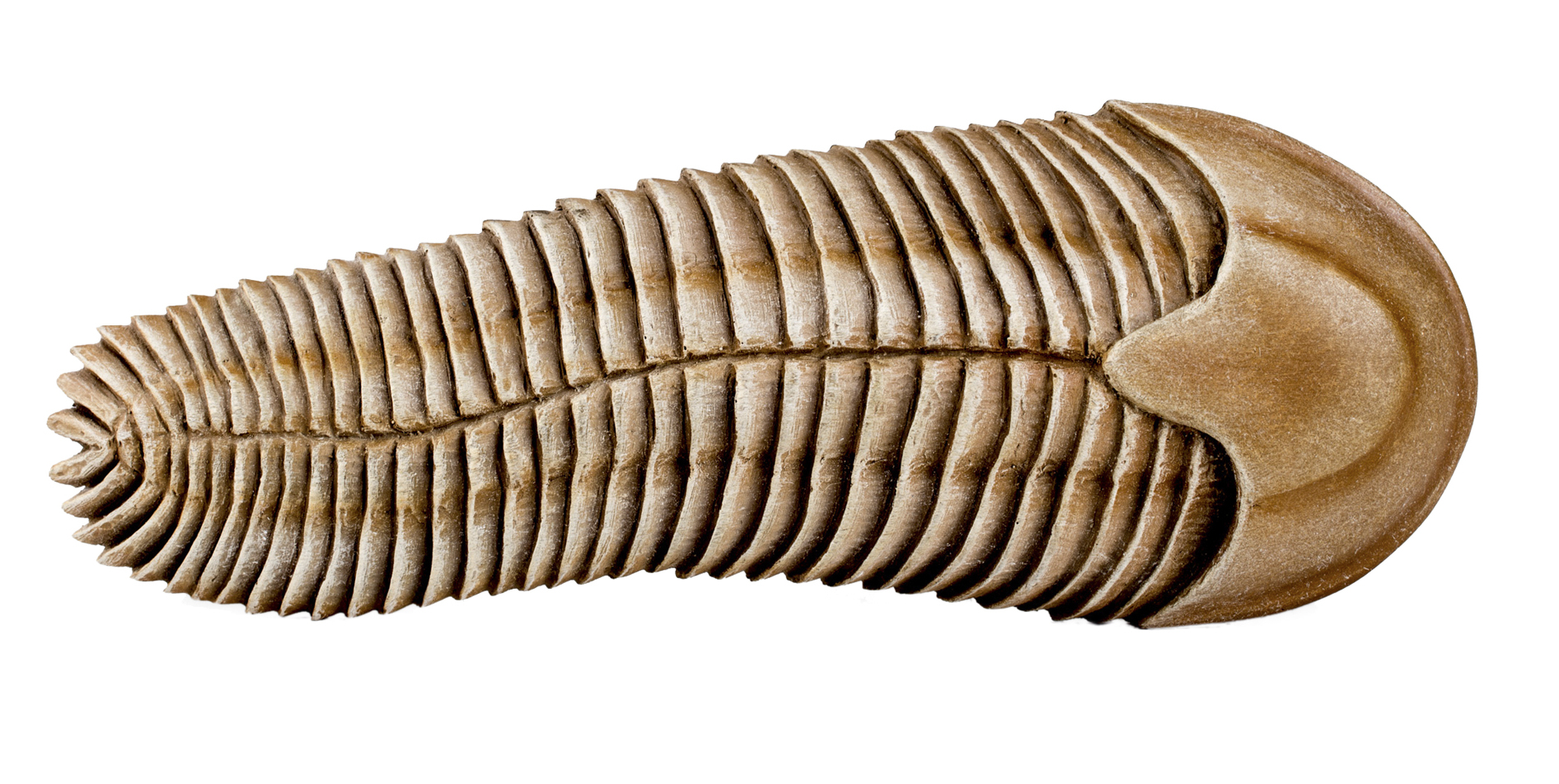
Spriggina floundersi, life restoration at MUSE - Science Museum in Trento

本種大致呈兩側對稱，身體很長，後部呈錐狀不斷縮小。前端較寬，呈圓形，由窄小、呈月牙狀的弧形「頭部」所構成。身體被一條與其同長的中線分開，橫切面為低矮、寬大的V形體節。其兩側的體節呈滑移對稱而非簡單的兩側對稱，因此這些體節被稱為異構體節。滑移對稱也出現在與斯普里格蠕蟲約莫同時的另一種埃迪卡拉生物狄更遜水母。

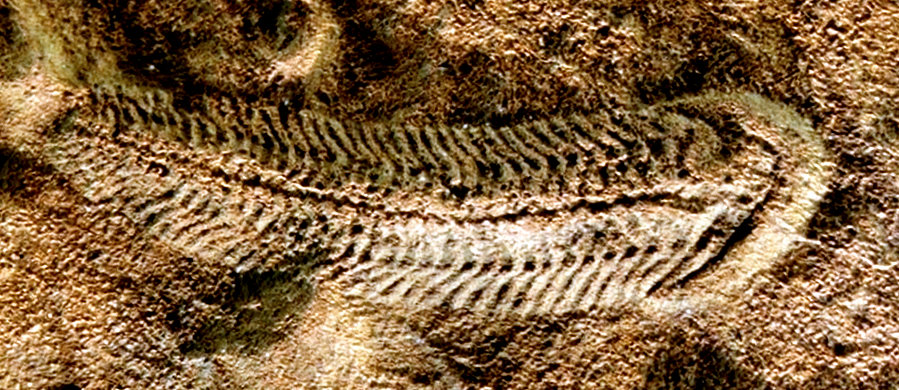
Digitally enhanced image of a Spriggina fossil

## 外部連結
- Google Image Search: Spriggina